# Štědrá
Štědrá (deutsch Stiedra) ist eine Gemeinde in Tschechien. Sie liegt neun Kilometer östlich von Toužim und gehört zum Okres Karlovy Vary.

## Geographie
Štědrá befindet sich südlich des Stausees Žlutice im Tepler Hochland. Nördlich erhebt sich der Ptačí vrch (625 m), östlich der Pohořelec (554 m) mit der Burgruine Štědrý hrádek und im Süden der Zbraslavský vrch (674 m). Die Eisenbahnstrecke Rakovník–Bečov nad Teplou führt nordöstlich durch das Tal des Baches Borecký potok und durchquert am Pohořelec in zwei Tunneln die Bachschleifen. Bei Štědrá ändert die Bahntrasse ihre Richtung um 90 Grad nach Westen. Die Bahnstation liegt einen Kilometer südlich des Ortszentrums, dahinter befindet sich der vom Borecký potok gespeiste Teich Dolní hrádecký rybník.
Nachbarorte sind Mostec im Norden, Nový Dvůr und Semtěš im Nordosten, Borek und Pšov im Osten, Zbraslav im Südosten, Prohoř im Süden, Na Hrádku, Hrádek und Komárov im Südwesten, Lažany im Westen sowie Přestání im Nordwesten.

## Geschichte

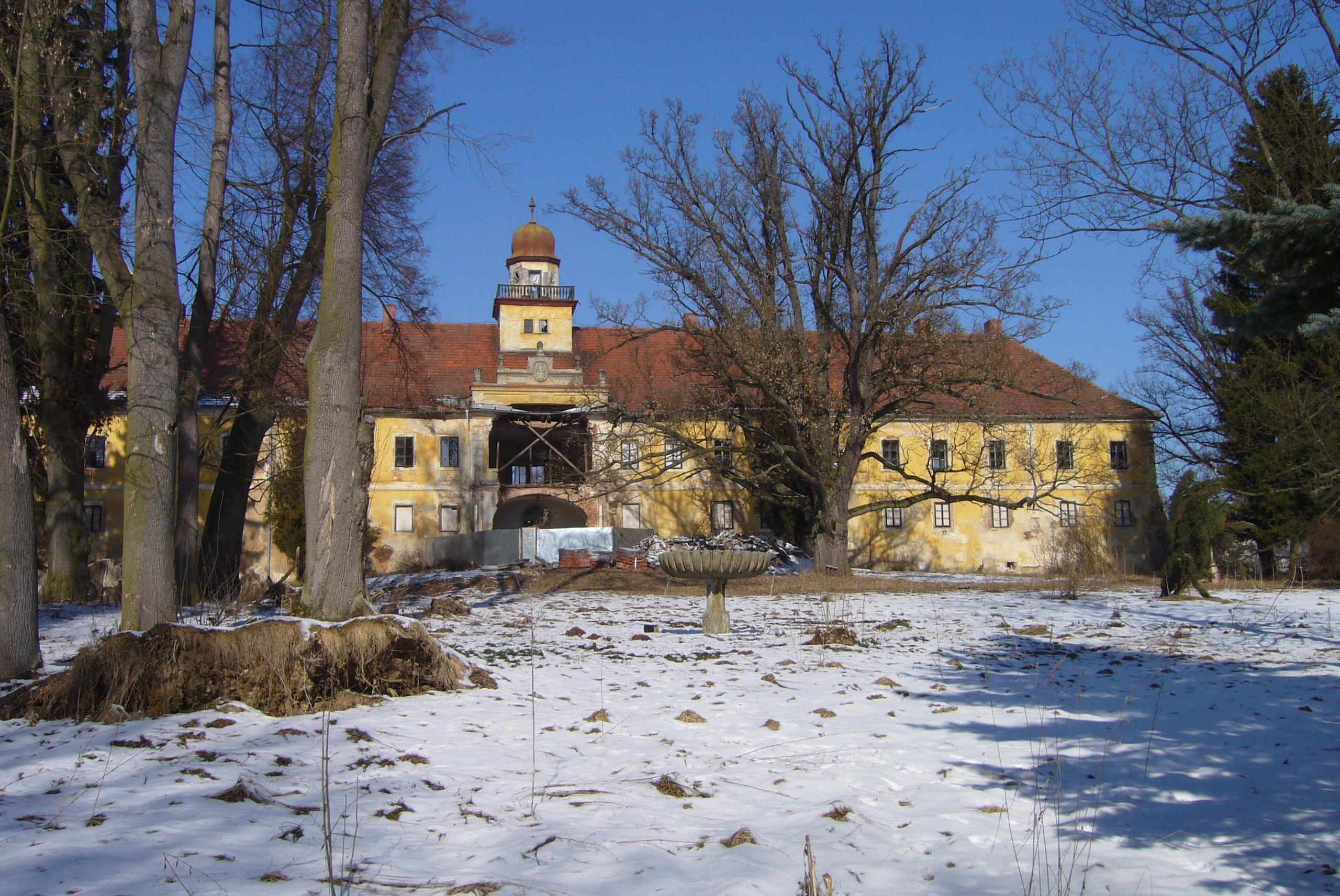
Schloss Štědrá

Die erste urkundliche Erwähnung des Dorfes erfolgte im Jahre 1239 als Sitz des Veit von Štědrá. Die Ritter von Štědrá hielten den Besitz noch ein knappes Jahrhundert. 1321 schenkte Hermann von Štědrá zunächst das Dorf Újezd dem Kloster Chotěšov, verkaufte danach seine Burg Stiedryhradek zusammen mit der Feste und dem Dorf Štědrá an Boresch IV. von Riesenburg und ließ sich dann in Zhořec nieder. Nachfolgend war Štědrá Sitz verschiedener Rittergeschlechter, blieb aber als Lehn verbunden mit der Burg Stiedryhradek. Wilhelm Bukowina auf Netluk blieb kinderlos und übertrug nach dem Tode seiner Frau Anna von Schwanberg Štědrá an Jakoubek z Vřesovic auf Žlutice. Jindřich von Vřesovice auf Toužim verkaufte 1489 Stiedryhradek mit den Dörfern Štědrá und Borek an die Gebrüder von Guttenstein auf Nečtiny. Johann von Guttenstein verkaufte Štědrá 1506 an Heinrich III. von Plauen, der die Güter mit Schlößles vereinte. Nachdem die Herrschaft Schlößles 1572 an Žlutice angeschlossen worden war, erfolgte die Errichtung des zur Herrschaft Žlutice gehörigen Allodialgutes Štědrá. Die Grafen Kokořovský vereinten Štědrá 1633 mit weiteren Gütern zur Fideikommissherrschaft Žlutice.
Im 19. Jahrhundert bewohnte die Freifrau von Bees, eine Tochter des Grafen Ludwig Prokop Kokořovský, das Schloss Štědrá. Ihr folgten Dr. Ottokar Masch und ab 1892 Karl Proksch.
1850 entstand die politische Gemeinde Stiedra/Štědré im Bezirk Luditz. Die Güter in Štědrá kaufte am 29. April 1914 der Industrielle Josef Ritter Mencik von Hohenelbe aus Schwarzenthal. Im Zuge der Bodenreformen in der Tschechoslowakei wurden in den 1920er Jahren alle Vorwerkshöfe mit Ausnahme von Neuhof aufgeteilt. 1930 hatte das Dorf 437 Einwohner. Nach dem Münchner Abkommen wurde Stiedra 1938 dem Deutschen Reich zugeschlagen und bis 1945 gehörte das Dorf zum Landkreis Luditz. 1938 wurde im Dorf ein Arbeitsdienstlager für Frauen eingerichtet. 1939 hatte Stiedra 416 Einwohner. Am 7. Mai 1945 nahmen amerikanische Truppen das Dorf ein. Nach ihrem Abzug folgten polnische Einheiten, die am 19. Mai 1945 das Schloss plünderten und am 30. Mai 1945 wieder abzogen. Am 1. Juni 1945 marschierte die Rote Armee ein. 1945 wurde der Schlossherr Josef Ritter von Mencik-Zebinsky enteignet und vertrieben. Nach dem Ende des Krieges kam Štědrá zur Tschechoslowakei zurück und wurde 1949 in den Okres Toužim eingeordnet. Seit 1961 gehört Štědrá zum Okres Karlovy Vary. 1961 erfolgte die Eingemeindung von Brložec und Lažany mit Mostec und Přestání. 1975 wurden noch Prohoř und Zbraslav mit Domašín eingemeindet.

## Gemeindegliederung

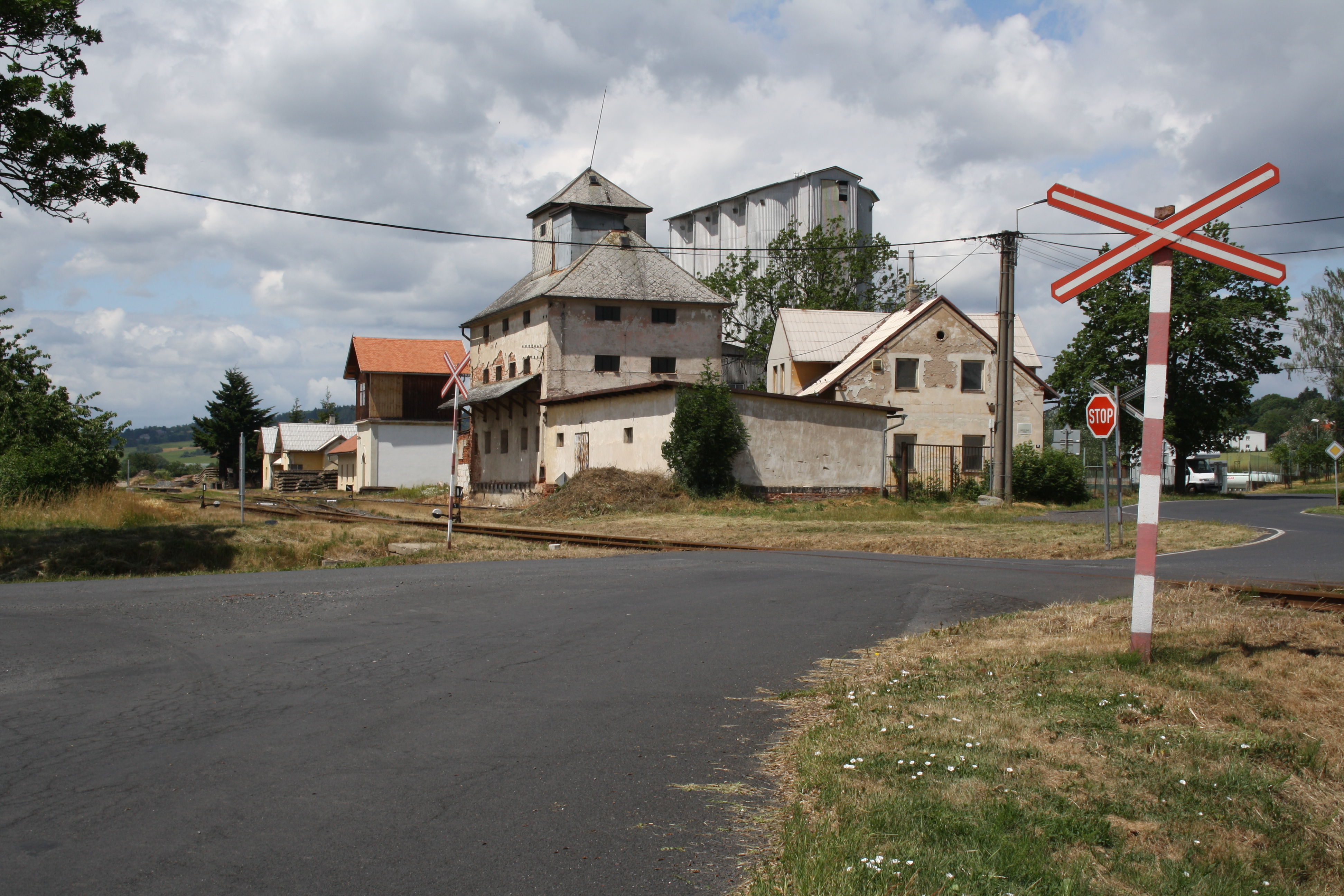
Bahnübergang am Bahnhof Štědrá

Die Gemeinde Štědrá besteht aus den Ortsteilen Brložec (Pürles), Domašín (Domaschin), Lažany (Laschin), Mostec (Mastung), Přestání (Prestein), Prohoř (Prohor), Štědrá (Stiedra) und Zbraslav (Praßles), die zugleich auch Katastralbezirke bilden.
Der Ortsteil Štědrá einschließlich der Siedlung Nádraží (Bahnhof Stiedra) hat eine Katasterfläche von 444 ha.

## Sehenswürdigkeiten
- Schloss Štědrá
- Burgruine Štědrý hrádek auf dem Pohořelec, nordöstlich des Dorfes
- Feste Na Hrádku (Schlößles) bei Prohoř
- Kirche Mariä Wiegenfest; die seit 1384 nachweisbare Kirche erhielt ihre barocke Gestalt nach dem Brand von 1680
- barocke Statuen des Hl. Franz Xaver, Johannes von Nepomuk und Prokop